# Spirostreptus heros
Spirostreptus heros är en mångfotingart som beskrevs av Porath 1872. Spirostreptus heros ingår i släktet Spirostreptus och familjen Spirostreptidae. Inga underarter finns listade i Catalogue of Life.